# Association Nouvelles technologies Burkina Faso
L'association Nouvelles technologies Burkina Faso (ou NTBF) agit au Burkina Faso, principalement à Ouagadougou et Bobo Dioulasso.
NTBF est une association de solidarité internationale (ASI) francophone à but non lucratif, loi de 1901. 
Référencée par l'Unesco, comme acteur local pour le développement des sociétés de savoir, NTBF est également reconnue d'utilité publique par le Burkina Faso. Le gouvernement burkinabé lui a également confié le statut d'ONG. 
NTBF œuvre pour l'intégration des technologies de l'information et de la communication (TIC) dans le milieu éducatif au Burkina Faso. 
L'utilisation et la formation aux logiciels libres ont une part importante dans l'association.

## Raison sociale
Au Burkina Faso, un enfant sur deux ne va pas à l'école et en moyenne trois quarts des adultes sont analphabètes.
Pourtant, malgré ce contexte, NTBF parie sur les technologies de l'information et de la communication (TIC) pour le développement durable en accompagnement du cadre éducatif. En fournissant une connaissance de l'informatique et de l'internet, NTBF favorise de la sorte l’insertion dans le monde professionnel et conforte l'intégration du Burkina Faso à la société de l'information. 
D'un point de vue éducatif, NTBF renforce les possibilités d’alphabétisation des enfants, de lecture et d'apport culturel numérique.
Les TIC, c’est l’opportunité de :
- familiariser les enfants avec l'ordinateur, les nouveaux média et les nouveaux outils de communication ;
- leur faire apprendre ou conforter leurs connaissances de façon ludique.

## Objectifs de l'association
- Former les enfants
  - Utiliser les outils informatiques et multimédia,
  - Apprendre à mieux s'exprimer, écrire et compter grâce à des logiciels pédagogiques,
  - S’initier à l’usage d’internet, permettre la création d’échanges culturels (jumelages inter-écoles par exemple)

- Sensibiliser les enseignants et des formateurs à l'usage des TIC
  - Apporter des connaissances aux enseignants sur l'informatique et internet,
  - Les inciter à utiliser des outils pédagogiques adéquats, les adapter et à produire des contenus spécifiques (site Web, cédérom),
  - Aider des écoles à s’équiper en matériel informatique ou logiciels pédagogiques libres.

- Agir pour le développement des TIC et la production de contenu local
  - Contribuer à la création de partenariats avec des structures œuvrant dans le même secteur,
  - Promouvoir l'utilisation des logiciels libres et en accompagner l'appropriation par une adaptation aux cultures et langues locales.

## Fonctionnement de l'association
Créée en 2001, NTBF est une association de bénévoles et de professionnels des secteurs de l'informatique, de l'éducation, de la communication et de l'Internet. 
Son premier lieu d'implantation est la capitale du Burkina Faso, Ouagadougou. Là, elle regroupe une trentaine de membres actifs dont la plupart forment les enfants. 
L'association est soutenue par une antenne française (loi 1901), composée, notamment, d'anciens formateurs qui ont mis en œuvre des actions de formation au Burkina et en Afrique. 
Les formateurs français forment bénévolement des formateurs de NTBF, lesquels s’engagent en retour à former bénévolement des enfants burkinabés.

## Actions de l'association (exemples)
- Former
  - Initiation d'élèves des écoles primaires, à Ouagadougou et Bobo Dioulasso,
  - Initiation en informatique des chercheurs d’emploi du CIJEF (depuis 2004).
- Sensibiliser
  - Formations de formateurs (Linux par exemple),
  - Mise en œuvre d'un site web collaboratif (Spip – Wiki) pour le CIJEF,
  - Création de centres de formation à Ouagadougou et à Bobo Dioulasso.
- Coopérer
  - Participations aux fêtes de l'internet,
  - Séances d'information, de formation et distribution à prix coûtant de logiciels libres (Distributions Linux, ressources pédagogiques et bureautiques, formations SPIP),
  - Équipement d’une salle informatique pour le compte de SOS Villages d'Enfants à Ouagadougou.

## Partenaires
Au Burkina
- le CIJEF (Centre d'Information des Jeunes pour l'Emploi et la Formation), et l’« ABBEF »(Archive.org • Wikiwix • Archive.is • Google • Que faire ?) (Association burkinabé pour le bien-être familial), à Bobo Dioulasso, fournissent des locaux,
- l'Agence universitaire de la Francophonie (AUF), les Inforoutes communales, le Réseau LIEN, la Mairie de Ouagadougou, Ecoles primaires (Sin Yiri, 1200 logements, Belemtissé), Lycées (Yigia),
- le Ministère des Postes et des TIC du Burkina Faso,
- les Associations Burkina NTIC, SOS Villages d’enfants.

En France
- Associations Edukafaso, Aedev, Africa Computing, Mosaïque du monde, CSDPTT, le Grenier de la sagesse, Fidei, Polemdé.
- Soutien matériel ou financier des activités de NTBF : FIDEI, la Caisse des dépôts et consignations, le ministère de l'Économie et des Finances français,
- Projet Wedus.org/EAH de l'école d'ingénieur EFREI.